# Conchaspis capensis
Conchaspis capensis är en insektsart som först beskrevs av Carl von Linné 1763.  Conchaspis capensis ingår i släktet Conchaspis och familjen Conchaspididae. Inga underarter finns listade i Catalogue of Life.